# Spojené státy americké na Zimních olympijských hrách 1964
Spojené státy americké na Zimních olympijských hrách 1964 reprezentovalo 90 sportovců (71 mužů a 19 žen) v 10 sportech.

## Medailisté
| Medaile | Jméno           | Sport           | Disciplína       |
| ------- | --------------- | --------------- | ---------------- |
| Zlato   | Terry McDermott | Rychlobruslení  | Muži 500 m       |
| Stříbro | Billy Kidd      | Alpské lyžování | Muži slalom      |
| Stříbro | Jean Saubertová | Alpské lyžování | Ženy obří slalom |
| Bronz   | James Heuga     | Alpské lyžování | Muži slalom      |
| Bronz   | Jean Saubertová | Alpské lyžování | Ženy slalom      |
| Bronz   | Scott Allen     | Krasobruslení   | Muži jednotlivci |